# Пласа Альфонсо, Хуан Баутиста
Хуа́н Баути́ста Пла́са Альфо́нсо (исп. Juan Bautista Plaza Alfonso; 19 июля 1898, Каракас, Венесуэла — 1 января 1965, там же) — венесуэльский композитор, органист и музыковед.

## Биография
Учился на медицинском факультете Центрального университета Венесуэлы. Окончил Музыкальную академию в Каракасе, а также школу при Ассоциации духовной музыки Санта-Чечилия в Риме. В 1923—1947 годах — органист и капельмейстер кафедрального собора в Каракасе. С 1924 года преподавал музыкально-теоретические предметы в Национальной музыкальной школе (ныне носит имя Xуана Мануэля Оливареса), в 1936—1944 годах также заведующий библиотекой (ныне Национальная библиотека Венесуэлы) и архивом школы, а в 1948—1962 годах — её директор. В 1944—1946 годах руководил департаментом культуры Министерства просвещения Венесуэлы. Как композитор писал в основном духовные произведения, но не чурался сочинять произведения для фортепиано и песни (самая популярная его композиция — «Эль-Курруча», выдержанная в стилистике хоропо). Как музыковед писал в основном монографии о национальных музыкантах, например, о Xосе Анхеле Ламасе (1953), Висенте Эмилио Сохо (1957) и других.
Брат — Эдуардо Пласа Альфонсо (исп. Eduardo Plaza Alfonso) — также композитор.

## Сочинения
- «Креольская фуга» для струнного квартета / Fuga criolla (1931)
- «Венесуэльская сонатина» для фортепиано / Sonatina venezolana (1934)
- симфоническая поэма «Крутая вершина» / El picacho abrupto (1936)
- месса «Popule meus» (1937)
- «Четыре танцевальных ритма» для фортепиано / Cuatro ritmos de danza (1952)
- «Элегия» для оркестра / Elegía (1953)
- мотеты
- miserere